# Sultanahmet

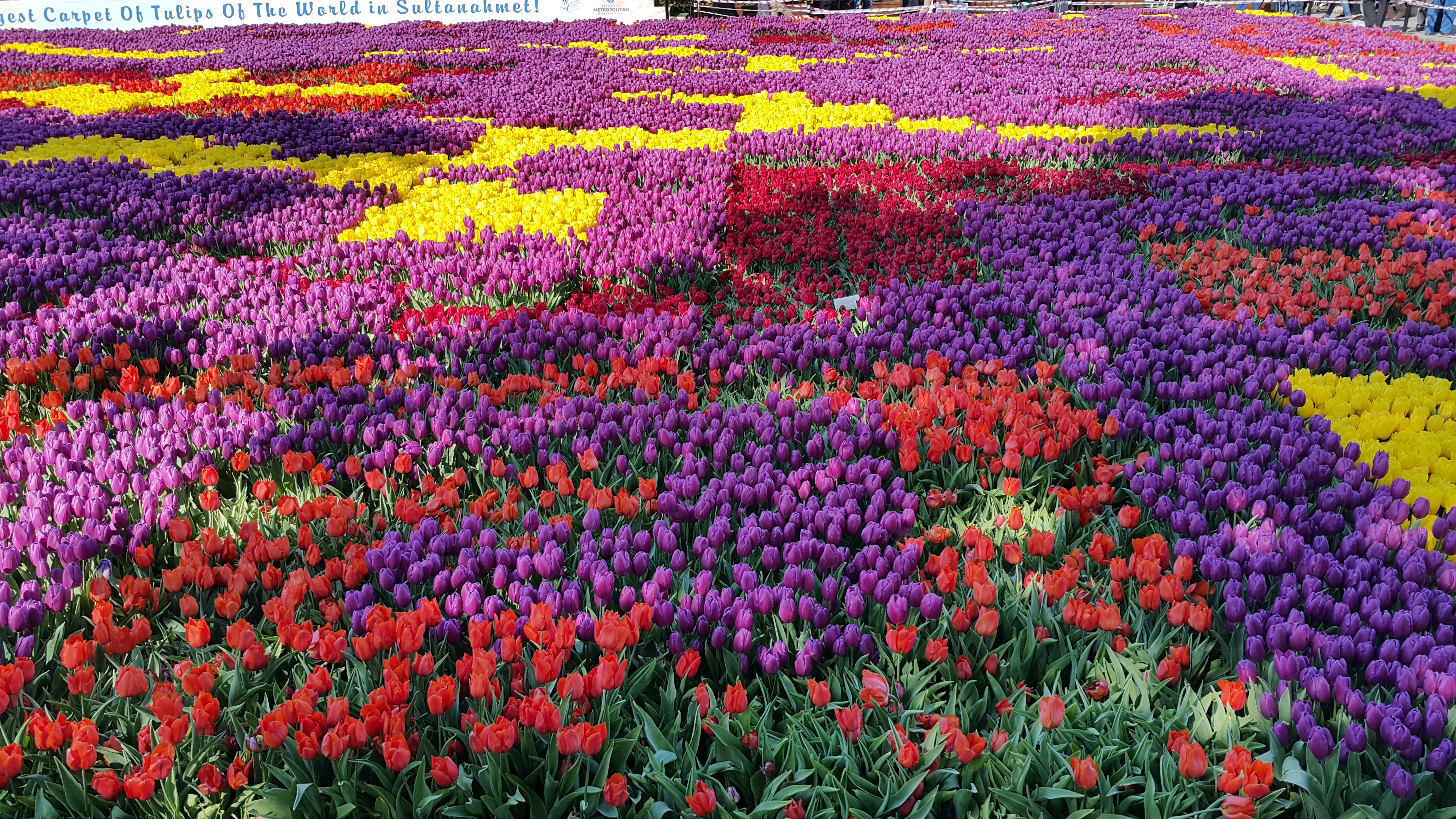
Catifa de tulipans a la Plaça de Sultanahmet.

Sultanahmet és un barri i un mahalle del districte de Fatih, a Istanbul. Dins del barri de Sultanahmet hi ha tres mahalles més: Binbirdirek, Cankurtaran i Küçükayasofya. El creixent turisme ha causat que la gent del barri de Sultanahmet l'hagi anat abandonant; en els darrers deu anys, la població permanent del barri ha disminuït des de 15.000 fins a 1380 persones.